# Йоганн Готфрід Галле
Йоганн Готфрід Галле (нім. Johann Gottfried Galle; 9 червня 1812, Радіс — 10 липня 1910 Потсдам) — німецький астроном. Брав участь у відкритті планети Нептун.

## Життєпис
У 1830—1833 навчався в Берлінському університеті. З 1835 працював асистентом Й. Ф. Енке в Берлінській обсерваторії. У 1851—1897 роках — директор обсерваторії і професор університету в Бреслау.
Відкрив 3 комети (1839—1840), крепове (внутрішнє) кільце Сатурна (1838). 1847 року склав таблицю-огляд елементів орбіт 178 комет, що спостерігалися починаючи з 371 до н.е. 1872 року вперше запропонував визначати паралакс Сонця за спостереженнями малих планет під час їхніх протистоянь; у тому ж році зі спостережень планети Фокеї визначив паралакс Сонця — 8,87". 1872 року встановив тотожність метеорного потоку Андромедід з кометою Бієли, що розпалася. Вивчав земний магнетизм і полярні сяйва.

## Відкриття Нептуна
23 вересня 1846 одержав лист від Урбена Левер'є з проханням здійснити пошуки зауранової планети за обчисленими ним координатами. відразу ж перемовився з директором обсерваторії Йоганном Францем Енке, який санкціював роботу з телескопом. Під час розмови був присутній студент-практикант Генріх д'Аррест, який попросився до Галле помічником. Помітити серед зірок видимий планетний диск, розміром близько 3", як передбачав Левер'є, не вдавалося, ймовірно, через використання окуляра з недостатнім збільшенням (для огляду широкої ділянки неба). Виявити планету можна було за видимим переміщенням її відносно зірок, але це потребувало б тривалих повторних спостережень. Тоді д'Арест запропонував порівнювати положення небесних світил, що спостерігаються, з картою зоряного атласу, складеною Карлом Бремікером, яка нещодавно була видана Берлінською Академією наук. Незабаром Галле виявив світлу точку, яку д'Арест на карті не знайшов, її позиція відрізнялась від передбаченої Левер'є приблизно на один градус. Галле і д'Аррест негайно сповістили Енке, який якраз відзначав своє 55-річчя. Наступної ночі спільно з Енке вони провели повторні спостереження і переконалися, що світило пересунулося в точній відповідності з прогнозом Левер'є. Цього разу вдалося навіть виміряти діаметр диска, який склав 2,6 кутової секунди. Так було відкрито планету, названу згодом Нептуном.